# Lusofonia

Distribuição da língua portuguesa no mundo:
Língua materna
Língua oficial e administrativa
Língua cultural ou secundária

Lusofonia é a comunidade formada pelos povos e nações que compartilham a língua e cultura portuguesas, como Angola, Brasil, Cabo Verde, Guiné-Bissau, Macau, Moçambique, Portugal, São Tomé e Príncipe, Timor-Leste, Goa, Damão e Diu e por diversas pessoas e comunidades em todo o mundo. O Dia da Lusofonia é comemorado em 5 de maio, dia esse dedicado à língua, cultura e expressão portuguesa. É consagrada a Nossa Senhora da Conceição.

## Características
Firmado o espaço continental português com a conquista do Algarve, os últimos reis da primeira dinastia dedicaram-se ao ordenamento do território nacional : promoveram o povoamento, a exploração agrícola, a criação de estruturas de comércio, a criação de defesas, já não tanto a sul como a leste, etc. Deste modo, a dinastia de Avis pôde empenhar-se em novo processo de expansão territorial, que teve início em 1415 com a tomada de Ceuta.
Seguiu-se a gesta dos Descobrimentos, que implicou a descoberta dos arquipélagos da Madeira e dos Açores, a exploração de ambas as costas de África, a chegada à América do Sul (Brasil) e a várias paragens da Ásia, como Goa, Malaca e Timor.
Ao processo de formação do Império Colonial Português foram motivos de ordem económica e político-estratégica que presidiram, aliados a uma certa curiosidade cultural e científica e a um intento de evangelização. Neste contexto, nem sempre o respeito pela identidade do indígena prevaleceu, mas deve, em todo o caso, reconhecer-se a coragem necessária ao enfrentar do desconhecido, que permitiu aos "descobridores", exploradores e colonos a criação de alianças e fraternidades, transformando e deixando-se transformar. Do contacto com os povos encontrados resultou um forte intercâmbio de produtos, costumes, técnicas, conhecimentos (de medicina, náutica, biologia, etc.), bem como uma interpenetração mais profunda através da miscigenação.
Este longo processo histórico tem como consequência, na atualidade, uma identidade cultural partilhada por oito países, unidos por um passado vivido em comum e por uma língua que, enriquecida na sua diversidade, se reconhece como una. Estes países - Angola, Brasil, Cabo Verde, Guiné-Bissau, Moçambique, Portugal, São Tomé e Príncipe e Timor-Leste -, com os respectivos núcleos de emigrantes, fazem do idioma português uma das línguas mais faladas do mundo, constituindo uma comunidade de mais de duzentos e quarenta milhões de pessoas. A Lusofonia pode ser também a plataforma a partir da qual os povos que hoje falam português se poderão aproximar e ampliar o âmbito e a acção da CPLP.
No passado, salientaram-se grandes vultos do diálogo intercultural como o Padre António Vieira, da aventura entre povos estranhos como Fernão Mendes Pinto, da exploração do espaço desconhecido como Gil Eanes, Vasco da Gama, Pedro Álvares Cabral e Serpa Pinto. Hoje em dia, entre os países lusófonos mantêm-se relações privilegiadas - na cooperação política e económica, na educação e nas artes - e os grandes criadores da lusofonia não são apenas personalidades portuguesas mas também (para darmos exemplos da área das Letras) um Pepetela, um José Craveirinha, um Jorge Amado ou um Luandino Vieira.

## Membros
| País                | População (2024) | IDH (2022)         |
| ------------------- | ---------------- | ------------------ |
| Brasil              | 212 583 750      | 0,760 (alto)       |
| Moçambique          | 27 909 798       | 0,446 (baixo)      |
| Angola              | 32 870 034       | 0,586 (médio)      |
| Portugal            | 10 343 066       | 0,866 (muito alto) |
| Guiné-Bissau        | 2 026 778        | 0,483 (baixo)      |
| Timor-Leste         | 1 291 358        | 0,607 (médio)      |
| Guiné Equatorial    | 1 221 490        | 0,596 (médio)      |
| Macau ( China)      | 640 700          | 0,914 (muito alto) |
| Cabo Verde          | 560 899          | 0,661 (médio)      |
| São Tomé e Príncipe | 220 372          | 0,618 (médio)      |
| Total               | 288 569 515      | 0,653 (médio)      |

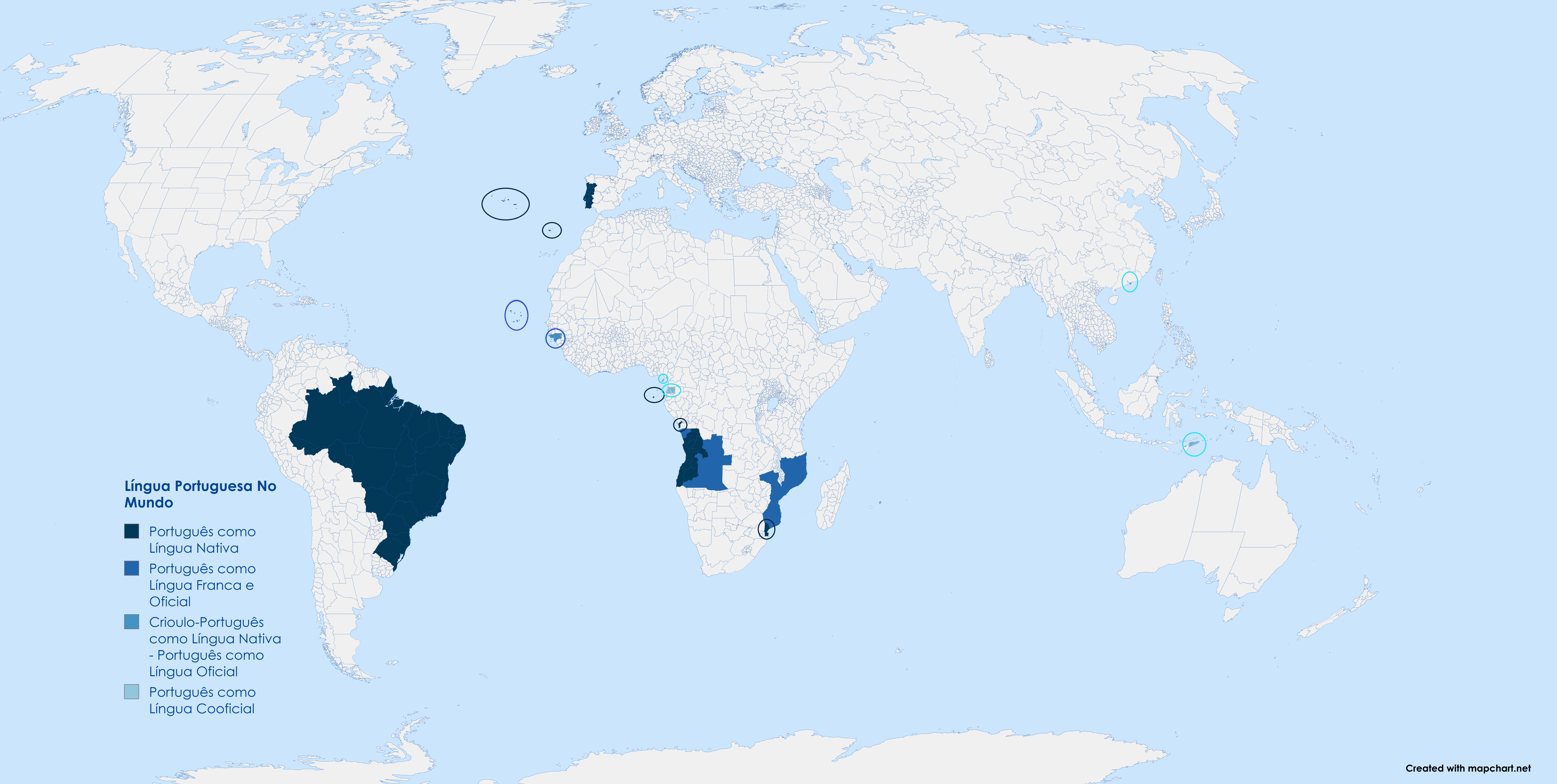
Língua Portuguesa no Mundo - Distribuição Geográfica em Detalhes

Nota: Alguns linguistas argumentam que o galego, falado na Galiza, é na verdade apenas um dialeto do português; o que naturalmente também tornaria o noroeste da Espanha uma parte do mundo lusófono.